# Johann Volckmar

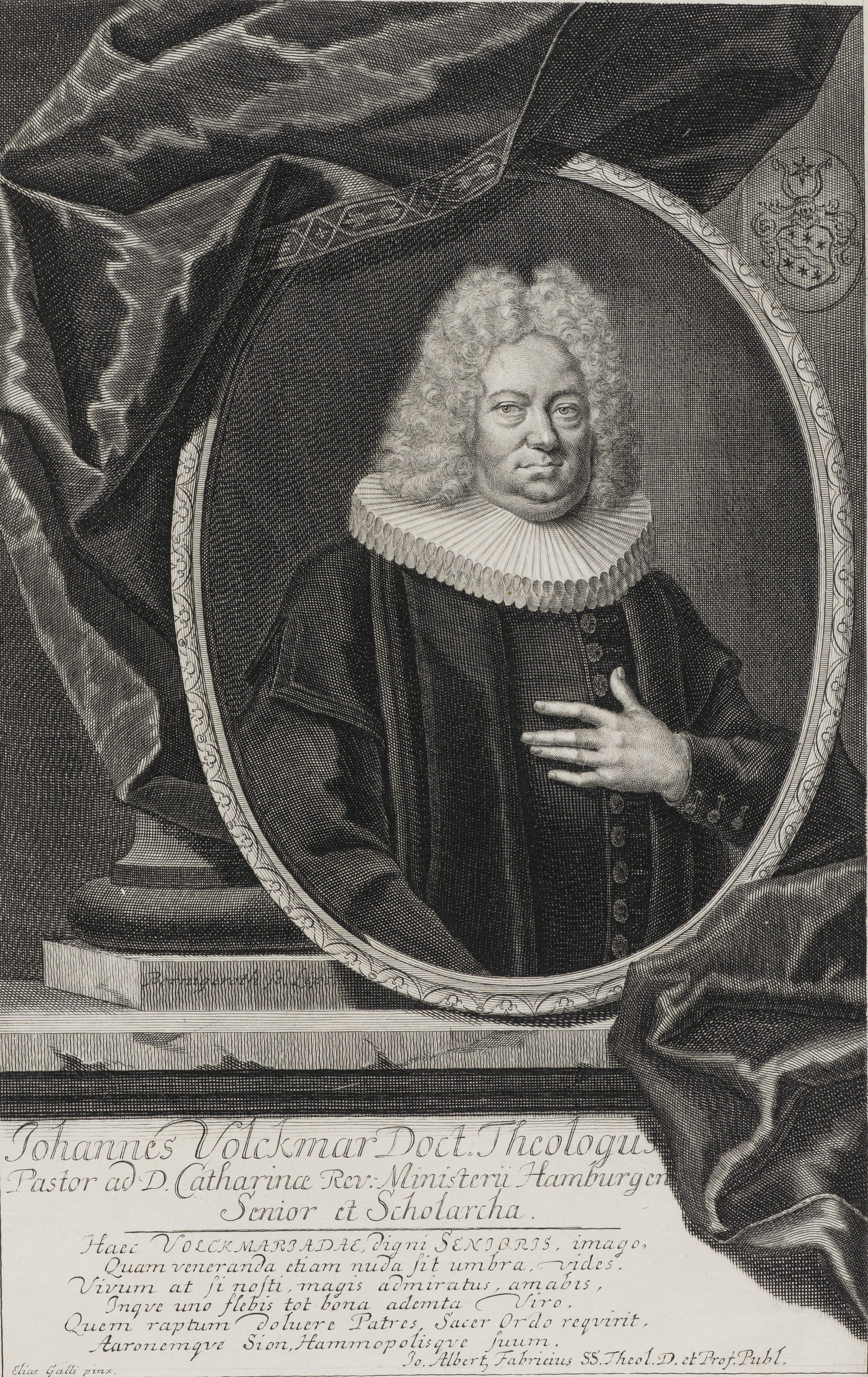
Johann Volckmar, Stich von Martin Bernigeroth nach einem Gemälde von Elias Galli

Johann Volckmar (* 23. September 1660 in Hamburg; † 27. November 1715 ebenda) war ein deutscher evangelisch-lutherischer Geistlicher, Hauptpastor an St. Katharinen und Senior des Geistlichen Ministeriums in Hamburg.

## Leben
Johann Volckmar war ein Sohn des Pastors in Uetersen Peter Volckmar (1631–1679). Er besuchte bis 1675 die Gelehrtenschule des Johanneums und von 1675 bis 1677 die Lateinschule in Itzehoe. Anschließend studierte er Evangelische Theologie an den Universitäten Leipzig, Rostock und Kopenhagen. 1684 war er Respondent einer Disputation unter dem Vorsitz von Johannes Olearius in Leipzig über das Amt der Schlüssel.
1688 wurde er zum Prediger der dänischen Gesandtschaft in Paris ernannt. 1693 begleitet er als Reiseprediger den dänischen Kronprinzen und späteren König Friedrich IV. auf seiner Grand Tour. 1694 wurde er zum Pastor in Itzehoe und zum Propst der Propstei Pinneberg berufen.
1696 berief ihn der Hamburger Rat als Nachfolger von Abraham Hinckelmann zum Hauptpastor an der Hauptkirche St. Katharinen. Am 6. Oktober 1698 erfolgte seine Promotion zum Dr. theol. durch die Theologische Fakultät der Universität Wittenberg. Von 1705 bis zu seinem Tod war er als Nachfolger von Johann Winckler zugleich Senior des Hamburgischen Geistlichen Ministeriums und damit als Primus inter pares der leitende lutherische Geistliche Hamburgs. Sein Nachfolger als Hauptpastor wurde nach seinem Tod Johann Christoph Wolf.
Seine hinterlassene Bibliothek wurde katalogisiert und die theologischen Bände 1724 versteigert.

## Werke
- De Potestate Iudicaria Circa Ministerium Clavium, Annuente ... Facultate Theologica, Sub Praesidio Viri ... Dn. Johannis Olearii, SS. Theol. Doctoris & Prof. Publ. ... Capituli Cizensis electi Canonici, Maioris Principum Collegii Collegiati, nec non Saxonicae Nationis Senioris ... disputabit A. & R. Johannes Volckmar, SS. Theol. Studiosus : Ad d. VIII. April. Anno M.DC.LXXXIV. Lipsiae: Typis Gözianis 1684
- Memoria Friderici Corfeyi Iusti Cum Laudibus. Oder Eine Leichen-Rede/ Bey Hochansehnlicher Beerdigung Des HochEdlen/ Vesten und Hochgelahrten Herrn/ Herrn Friederich Korfey/ Weitberühmten Iuris-Consulti und Doctoris, Wolbetrauten Hochgräfl. Rantzouischen Rahts und Syndici des Hochadelichen Convents Utersen/ wie auch vieljährigen Hochgeschätzten Land- und Cantzeley-Gerichts Advocati, nunmehr Wolseligen : Der wie Er in seinem Leben die Wercke/ also nach seinem Tode billig den Ruhm eines Gerechten hat/ Zur Abendzeit den 4. Martii in der Kirchen zu Crempe gehalten/ und nachgehends auff Begehren des Sterbhauses zum Druck außgefertiget. Glückstadt: Janßen 1696